# Biasca
Biasca is een gemeente in het Zwitserse kanton Ticino.
Biasca ligt op het punt waar de dalen Blenio, Riviera en Leventina bij elkaar komen en de rivier de Brenno in de Ticino uitstroomt. Tot de gemeente behoren naast de hoofdplaats Biasca ook de gehuchten Biborgh, Fontana, Loderio, Pedemonte, Pontirone, Sant'Anna en Sciresa.
De oudste vermelding van de plaats dateert uit 830. In dat jaar wordt in een document uit de abdij van Pfäfers de plaats Abiasca beschreven. In de middeleeuwen groeide het uit tot een belangrijk politiek en religieus centrum. Na de opening van de Gotthardtunnel in 1882 kende de stad een economische bloeiperiode. In de tweede helft van de 20e eeuw kende Biasca een grote bevolkingsgroei van 2882 in 1950 tot 6023 in het jaar 2003.
Het belangrijkste bouwwerk van Biasca is de kerk San Pietro e Paolo die zich boven het centrum bevindt. De kerk is gebouwd in de 11e en 12e eeuw en bezit een slanke klokkentoren. Bijzonder is zijn asymmetrische daken en de wisselende steenstructuren. Het interieur is opgesierd met fresco's die dateren van de 13e tot 17e eeuw.

## Geboren
- Giovanni Laini (1899-1986), hoogleraar en schrijver
- Aurelio Galfetti (1936-2021), architect
- Lucio Bizzini (1948), voetballer